# Aulonemia dinirensis
Aulonemia dinirensis là một loài thực vật có hoa trong họ Hòa thảo. Loài này được Judz. & Riina mô tả khoa học đầu tiên năm 2005.